# Белокоремен туко-туко
Белокоремният туко-туко (Ctenomys colburni) е вид бозайник от семейство Тукотукови (Ctenomyidae).

## Разпространение
Видът е разпространен в Аржентина.